# Eupomatiaceae
Eupomatiaceae is een botanische naam voor een plantenfamilie in de bedektzadigen. Een familie onder deze naam wordt algemeen erkend door systemen voor plantentaxonomie, en zo ook door het APG-systeem (1998) en het APG II-systeem (2003).
Het bestaat uit één genus, Eupomatia, van slechts twee of drie soorten; dit zijn struiken die voorkomen in Australië en Nieuw-Guinea. De witte bloemen hebben een bloemdek van vele tepalen.
Zoals weergegeven in de 23e druk van de Heukels' Flora van Nederland, hoort deze orde tot de Magnoliiden en is daarmee uitgesloten van de 'nieuwe' Tweezaadlobbigen.
In het Cronquist-systeem (1981) werd de familie ook geplaatst in een orde Magnoliales, die daar echter een andere samenstelling had (en groter was).